# Uri Caine
Uri Caine (Filadelfia, Estados Unidos, 8 de junio de 1956) es un pianista y compositor, fundamentalmente, de jazz.

## Biografía
Procedente de una familia de intelectuales judíos, comenzó a estudiar música con 7 años y piano a la edad de 12 años con Bernard Peiffer. Estudió composición con George Rochberg y George Crumb en la Universidad de Pensilvania, al mismo tiempo que tocaba por las noches en los clubes de jazz de esta ciudad. Tras salir de la universidad, viajó a Israel para ver si podía continuar con su carrera profesional allí, pero optó por las oportunidades que le ofrecía la escena de jazz de Nueva York. Ha grabado 22 discos como líder de grupo, en los que destacan las deconstrucciones de las composiciones de Mahler, Wagner, Beethoven, Verdi, Bach y Schumann. En los últimos años, ha trabajado con Don Byron, Dave Douglas, John Zorn, Terry Gibbs y Buddy DeFranco, entre otros.

## Estilo e influencias
En cuanto a su estilo, Uri Caine es considerado uno de los músicos más renovadores del panorama jazzístico. Aporta un amplio abanico de disciplinas e influencias a su música, que abarca muchos de los estilos musicales con los que creció. Entre ellos, son reseñables su herencia judía, su brillante sentido creativo de la interpretación, su afán renovador, su exquisita formación clásica, la música folclórica y los sonidos de la calle, la música electrónica y los efectos sonoros digitales.

## Discografía (como líder y a dúo)
| Título                                   | Año  | Sello              | Formación                                           | Observaciones                                  |
| ---------------------------------------- | ---- | ------------------ | --------------------------------------------------- | ---------------------------------------------- |
| Sphere Music                             | 1993 | JMT                |                                                     | Reeditado por Winter & Winter                  |
| Toys                                     | 1995 | JMT                |                                                     | Reeditado por Winter & Winter                  |
| Urlicht / Primal Light                   | 1995 | Winter & Winter    | Uri Caine Ensemble                                  | Sobre música de Gustav Mahler                  |
| Wagner e Venezia                         | 1997 | Winter & Winter    | Uri Caine Ensemble                                  | Sobre música de Richard Wagner                 |
| Blue Wail                                | 1998 | Winter & Winter    | Uri Caine Trio con James Genus & Ralph Peterson Jr. |                                                |
| Gustav Mahler in Toblach                 | 1999 | Winter & Winter    | Uri Caine Ensemble                                  | Sobre música de Gustav Mahler, en vivo         |
| The Sidewalks of New York: Tin Pan Alley | 1999 | Winter & Winter    | Uri Caine Ensemble                                  |                                                |
| Love Fugue                               | 2000 | Winter & Winter    | Uri Caine Ensemble & La Gaia Scienza                | Sobre música de Robert Schumann                |
| The Goldberg Variations                  | 2000 | Winter & Winter    | Uri Caine Ensemble                                  | Sobre música de Johann Sebastian Bach          |
| Rio                                      | 2001 | Winter & Winter    |                                                     |                                                |
| Bedrock3                                 | 2001 | Winter & Winter    | Bedrock con Zach Danziger & Tim Lefebvre            |                                                |
| Solitaire                                | 2001 | Winter & Winter    | piano solo                                          |                                                |
| The Philadelphia Experiment              | 2001 | Ropeadope          | con Christian McBride & Ahmir Thompson              |                                                |
| Diabelli Variations                      | 2002 | Winter & Winter    | Uri Caine & Concerto Köln                           | Sobre música de Ludwig van Beethoven           |
| Dark Flame                               | 2003 | Winter & Winter    | Uri Caine Ensemble                                  | Sobre música de Gustav Mahler                  |
| Live at the Village Vanguard             | 2004 | Winter & Winter    | Uri Caine Trio con Drew Gress & Ben Perowsky        | En vivo                                        |
| Shelf-Life                               | 2005 | Winter & Winter    | Bedrock                                             |                                                |
| Plays Mozart                             | 2006 | Winter & Winter    | Uri Caine Ensemble                                  | Sobre música de W.A. Mozart                    |
| Things                                   | 2006 | Blue Note          | Dúo con Paolo Fresu                                 |                                                |
| Moloch - Book of Angels, Volume 6        | 2006 | Tzadik             | piano solo                                          | Sobre composiciones de John Zorn               |
| Pure Affection                           | 2007 | Alessa Records     | Dúo con Gust Tsilis                                 |                                                |
| The Classical Variations                 | 2007 | Winter & Winter    |                                                     | Álbum recopilatorio                            |
| The Otello Syndrome                      | 2008 | Winter & Winter    | Uri Caine Ensemble                                  | Sobre música de la ópera de Giuseppe Verdi     |
| Plastic Temptation                       | 2009 | Winter & Winter    | Bedrock                                             |                                                |
| Think                                    | 2009 | Blue Note          | Dúo con Paolo Fresu                                 |                                                |
| Twelve Caprices                          | 2010 | Winter & Winter    | Uri Caine & Arditti String Quartet                  |                                                |
| Mahler: The Drummer Boy                  | 2011 | Winter & Winter    | Uri Caine Ensemble                                  | Recopilatorio de su música sobre Gustav Mahler |
| Siren                                    | 2011 | Winter & Winter    | Uri Caine Trio con John Hébert y Ben Perowsky       |                                                |
| Gershwin: Rhapsody in Blue               | 2013 | Winter & Winter    | Uri Caine Ensemble                                  | Sobre música de George Gershwin                |
| Sonic Boom                               | 2013 | 816 Music          | Dúo con Han Bennink                                 |                                                |
| Callithump                               | 2014 | Winter & Winter    | Piano solo                                          |                                                |
| Szpilman                                 | 2014 | Multikulti Project | Trío con Ksawery Wójciński y Robert Rasz            | Sobre música de Władysław Szpilman             |
| Present Joys                             | 2014 | Greenleaf Music    | Dúo con Dave Douglas                                |                                                |

## Relaciones con otros músicos
Uri Caine ha colaborado con Philly Joe Jones, Hank Mobley, Johnny Coles, Mickey Roker, Odean Pope, Jymmie Merritt, Bootsie Barnes, Grover Washington, Don Byron, Dave Douglas, John Zorn, Terry Gibbs and Buddy DeFranco, Clark Terry, Rashid Ali, Arto Lindsay, Sam Rivers and Barry Altschul, the Woody Herman Band, Annie Ross, the Enja Band, Global Theory y Master Musicians of Jajouka.

## Reconocimientos y premios
- Beca del Consejo de Artes de Pensilvania
- Beca del Fondo Nacional de las Artes
- Beca de The Pew Fundation
- Beca de USA Artist Fellowships
- Premio ECHO en 2008 por Uri Caine Plays Mozart
- Premio ECHO en 2009 por The Othello Syndrome
- Nominación a los Grammy en 2009 por The Othello Syndrome

## Actuaciones en España
- Madrid, 21 de noviembre de 2011. Lamentaciones nocturnas de Jeremías.
- Girona, 6 de julio de 2011. Festival de Músicas Religiosas y del Mundo.
- Málaga, 10 de junio de 2011. Museo Picasso.
- Segovia, 30 de julio de 2011. Festival de Música de Segovia.
- Madrid, 10 de mayo de 2010. Fundación Juan March.
- Sevilla, 13 de mayo de 2010. XIII Festival de Jazz de la Universidad de Sevilla.
- Zaragoza, 11 de noviembre de 2010. Festival de Jazz de Zaragoza.
- Burgos, 11 de diciembre de 2010. V centenario del nacimiento de Antonio de Cabezón: Cabezón-Caine: No diferencias